# Satu Mare (grad)
Satu Mare (njemački: Sathmar, mađarski: Szatmárnémeti, jidiš:סאטמאר,  Satmar) je grad u sjeverozapadnoj Rumunjskoj, glavni grad županije Satu Mare. 

## Zemljopis
Satu Mare se nalazi na krajnjem sjeverozapadu Rumunjske. Zajedno s obližnjim Baia Marom predstavlja središte pokrajine Maramureš.
Grad se razvio na mjestu gdje rijeka Samoš izlazi iz pobrđa Karpata na istoku i ulazi u Panonsku nizinu na zapadu. Zapadno od grada pružaju se plodna polja, a istočno voćnjaci, vinogradi i šume.
Od ukrajinske granice udaljen je 13 km, a od mađarske 27 km.

## Povijest
Godine 1940. kao rezultat Druge bečke arbitraže sjeverna Transilvanija, uključujući i Satu Mare pripojena je Mađarskoj, što je dovelo do dramatične promjene u društveno-političkom i ekonomskom životu grada, židovska zajednica je u potpunosti nestala. U listopadu 1944. godine, grad je vraćen Rumunjskoj. Ubrzo nakon toga,  komunistički režim došao na vlast i trajao sve do do revolucije 1989. godine.

## Stanovništvo
Po popisu stanovništva iz 2002. godine grad ima 115.142 stanovnika, dok je prosječna gustoća naseljenosti 437 stan/km²
- Rumunji 57,87%
- Mađari 39,34%
- Nijemci 1,18%
- Romi 0,96[3]

## Gradovi prijatelji
- Užhorod, Ukrajina
- Rzeszów, Poljska
- Wolfenbüttel, Njemačka
- Zutphen, Nizozemska
- Schwaz, Austrija
- Nyíregyháza, Mađarska
- Berehove, Ukrajina

## Vanjske poveznice
- Službena stranica grada

### Ostali projekti
|  | Zajednički poslužitelj ima još gradiva o temi Satu Mare (grad) |